# Герб Подільська
Герб Подільська — один з офіційних символів міста Подільська, районного центру Одеської області затверджений 4 жовтня 2006 року рішенням Котовської міської ради.

## Опис
На червленому полі покладені шаблі — рівнозначно навхрест, срібленими клинками до низу та повернуті на зовні, із золотими ефесами; вверху та внизу покладені відповідно срібні молот та ключ залізничний із золотими наверхів'ями.
Гербовий щит міста за формою тарч: увінчаний срібною башеною (мурованою) тризубою короною із срібленим соколом із золотими лапами, дзьобом та оком; обрамляє золотий вінок із дубових листів та шести колосків — по три з обох сторін щита; у підніжжя щита — сріблястий паровоз зі стрічкою кольорів державного прапора України, поверх якої накладено девізну стрічку міста червлену із срібним написом «місто Подільськ».
Автор проекту — голова міського молодіжного військово-історичного клубу «Вітчизна» Шалашний О. В.